# Estación de Florida
Florida es una estación de la L1 del Metro de Barcelona, situada en el municipio de Hospitalet de Llobregat, en el área metropolitana de Barcelona, y recibe su nombre del cercano barrio de La Florida.
La estación está situada bajo la avenida de Cataluña, entre las calles Ceravalls y Mimoses. Tiene dos entradas, desde la plaza Blocs Florida y la avenida Masnou, que dan servicio a un vestíbulo de billetes subterráneo. Los dos andenes laterales, de 98 metros de longitud, se encuentran a un nivel inferior.
La estación se inauguró en 1987, cuando se prolongó la línea L1 desde la Estación de Torrassa hasta la de Avenida Carrilet.
| << cabecera           | < estación | línea | estación > | cabecera >> |
| --------------------- | ---------- | ----- | ---------- | ----------- |
| Metro                 |            |       |            |             |
| Hospital de Bellvitge | Can Serra  |       | Torrassa   | Fondo       |